# Plagiobothrys plurisepalus
Plagiobothrys plurisepalus är en strävbladig växtart som först beskrevs av Ferdinand von Mueller, och fick sitt nu gällande namn av Ivan Murray Johnston. Plagiobothrys plurisepalus ingår i släktet tiggarstavar, och familjen strävbladiga växter. Inga underarter finns listade i Catalogue of Life.